# ريتشارد باري بيرنشتاين
ريتشارد باري بيرنشتاين (بالإنجليزية: Richard Barry Bernstein)‏ هو عالم في مجال فيزياء كيميائية ولد في 31 أكتوبر 1923 في لونغ آيلند، اشتهر بعمله في كيمياء الفيمتو حائز على جائزة قلادة العلوم الوطنية الأمريكية.

## وصلات خارجية
- الموقع الرسمي لجائزة قلادة العلوم الوطنية الأمريكية